# Hôtel de ville de Levallois-Perret
L`hôtel de ville de Levallois-Perret est le principal bâtiment administratif de cette ville des Hauts-de-Seine, en France.

## Description

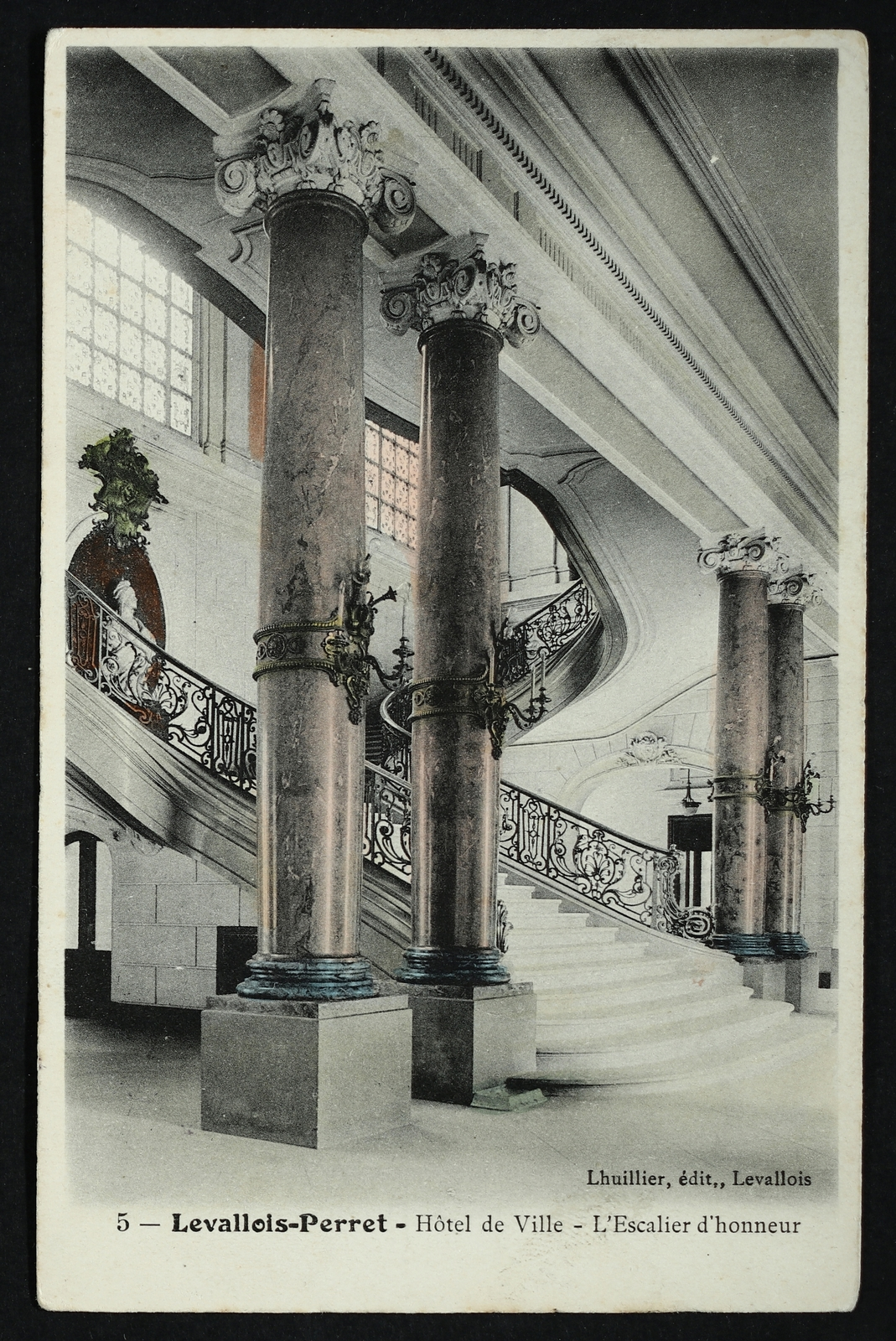
Levallois-Perret, hôtel de ville, escalier d'honneur.

Il est situé place de la République. L'entrée de l'édifice se fait par un large perron, dont la façade est ornée de colonnes ioniques, d'une corniche au premier étage et d'une horloge sur un lanternon de cuivre de cinquante-et-un mètres de haut. Au-dessus des trois portes de la façade s'affichent Cérès, Neptune et Hercule. La couverture est faite d'ardoises. Son style affiche une volonté de luxe et de solennité majestueuse.
L'intérieur présente un vestibule monumental qui mène à un escalier double. La salle des fêtes est richement décorée.

## Historique

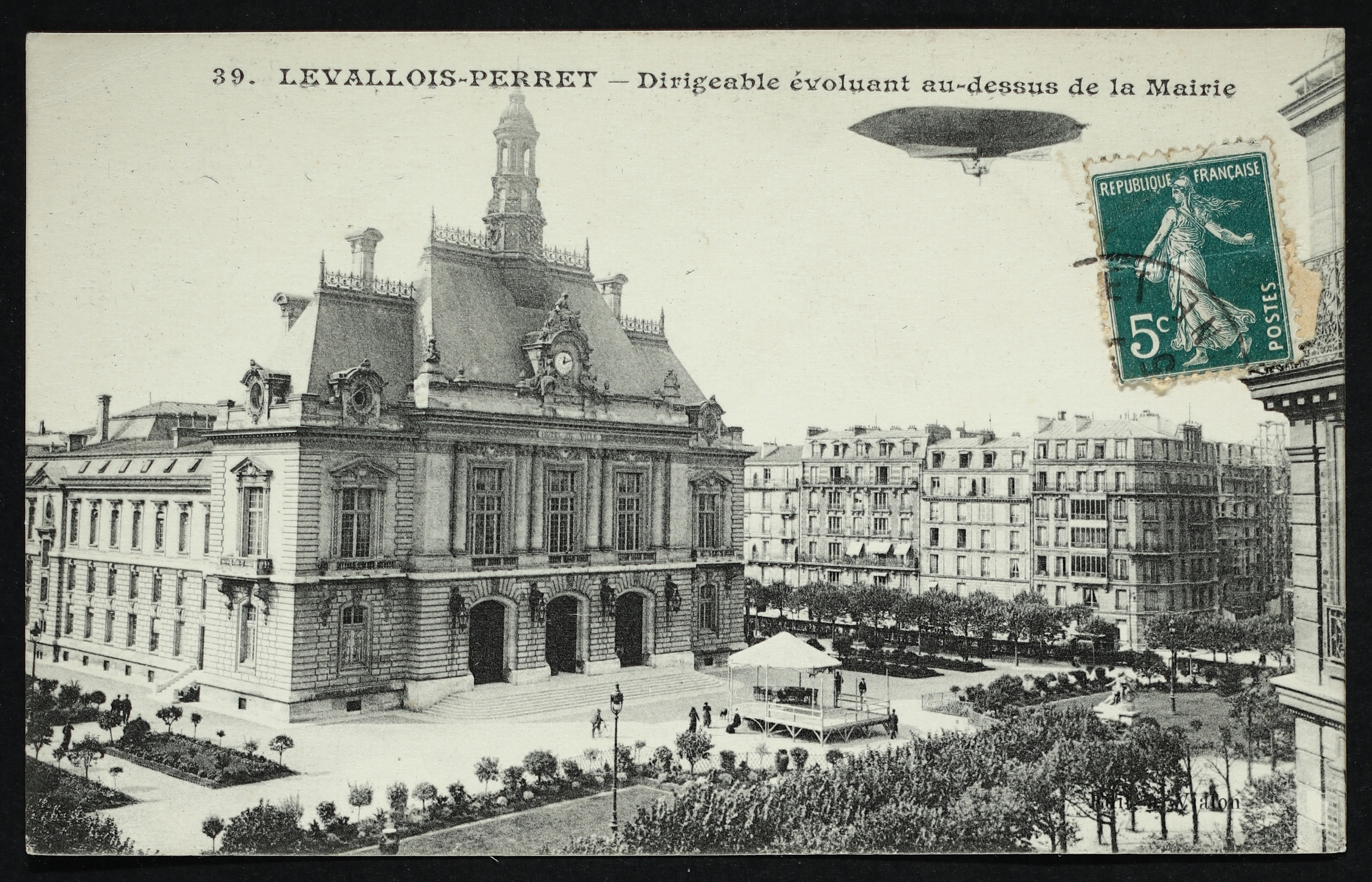
Carte postale - Levallois-Perret - Dirigeable évoluant au-dessus de la mairie.

Dès la création de la ville le premier janvier 1867, se présente le besoin d'une mairie. Le Conseil municipal s'installe le 5 janvier 1867 dans une maison des 96-98 rue de Courcelles (aujourd'hui la rue du Président-Wilson), offerte deux ans auparavant par l'industriel Émile Rivay.
En prévision de la construction d'un bâtiment destiné à cet usage, le Conseil municipal décide le 8 décembre 1871 d’acquérir un terrain d’une surface de 13 500 mètres carrés qui devient la place de la République. Néanmoins, le projet est à l'arrêt quelques années.
La construction en est décidée en août 1892. La première pierre a été posée le 7 juillet 1895.
Il a été inauguré le 27 mars 1898 par Alfred Nicolas Rambaud, ministre de l'Instruction publique.